# Герои Российской Федерации — Л

В настоящем списке представлены в алфавитном порядке Герои Российской Федерации, чьи фамилии начинаются с буквы «Л». Список содержит информацию о роде войск (службе, деятельности) Героев на время присвоения звания, дате рождения, месте рождения, дате смерти и месте смерти Героев.
 Серым цветом в таблице выделены Герои, награждённые посмертно. 
| №  | Фото | Фамилия Имя Отчество             | Род войск, служба    | Годы жизни                        | Место рождения                                                       | Место гибели (смерти)        |        |
| -- | ---- | -------------------------------- | -------------------- | --------------------------------- | -------------------------------------------------------------------- | ---------------------------- | ------ |
| 1  |      | Лабунец, Михаил Иванович         | Генералитет          | род. 17 ноября 1945               | Астрахань, РСФСР                                                     |                              | [ 1 ]  |
| 2  |      | Лазутина, Лариса Евгеньевна      | Олимпийские чемпионы | род. 1 июня 1965                  | Кондопога, Карельская АССР, РСФСР                                    |                              | [ 2 ]  |
| 3  |      | Лазуткин, Александр Иванович     | Лётчик-космонавт     | род. 30 октября 1957              | Москва, РСФСР                                                        |                              | [ 3 ]  |
| 4  |      | Лайс, Александр Викторович       | Десантные войска     | 13 марта 1982 — 7 августа 2001    | Горно-Алтайск, Горно-Алтайская АО, РСФСР                             | Веденский район, Чечня       |        |
| 5  |      | Ламанов, Андрей Александрович    | Гражданская авиация  | род. 10 мая 1967                  | Кустанай, Казахская ССР                                              |                              | [ 4 ]  |
| 6  |      | Ланцев, Михаил Васильевич        | Десантные войска     | род. 7 апреля 1978                | с. Аньково, Ильинский район, Ивановская область, РСФСР               |                              |        |
| 7  |      | Лапин, Александр Павлович        | Генералитет          | род. 1 января 1964                | Казань, Татарская АССР, РСФСР                                        |                              |        |
| 8  |      | Лаптев, Андрей Александрович     | авиация              | 5 февраля 1959 — 30 января 2021   | Керчь, Украинская ССР                                                |                              |        |
| 9  |      | Лапшин, Артур Владимирович       | спецназ ГРУ          | 11 февраля 1989 — 16 января 2023  | Первомайск, Ворошиловградская область, Украинская ССР                | Украина                      |        |
| 10 |      | Ларин, Дмитрий Вячеславович      | ВВ МВД               | род. 19 июня 1969                 | Богородск, Горьковская область, РСФСР                                |                              |        |
| 11 |      | Ласточкин, Владимир Евгеньевич   | МВД                  | 1 апреля 1959 — 25 декабря 1995   | Свердловск, РСФСР                                                    | Гудермес, Чечня              |        |
| 12 |      | Лебедев, Александр Владиславович | Десантные войска     | 1 ноября 1977 — 29 февраля 2000   | п. Щиглицы, Псковская область, РСФСР                                 | Шатойский район, Чечня       |        |
| 13 |      | Лебедь, Анатолий Вячеславович    | Десантные войска     | 10 мая 1963 — 27 апреля 2012      | Валга, Эстонская ССР                                                 | Москва, Российская Федерация |        |
| 14 |      | Лебежихин, Пётр Васильевич       | Пехота и мотострелки | 18 августа 1919 — 30 августа 2014 | д. Малыгино, Московская губерния, РСФСР                              | Москва, Российская Федерация | [ 5 ]  |
| 15 |      | Леваков, Александр Сергеевич     | Бронетанковые войска | род. 18 января 1978               | Бошняково, Углегорский район, Сахалинская область, РСФСР             |                              |        |
| 16 |      | Левашов, Сергей Александрович    | авиация              | род. 16 октября 1961              | с. Полюдово, Жиздринский район, Калужская область, РСФСР             |                              |        |
| 17 |      | Легасов, Валерий Алексеевич      | Учёный               | 1 сентября 1936 — 27 апреля 1988  | Тула, РСФСР                                                          | Москва, РСФСР                | [ 6 ]  |
| 18 |      | Легошин, Владимир Данатович      | МЧС                  | род. 18 марта 1962                | Железнодорожный, Московская область, РСФСР                           |                              |        |
| 19 |      | Лелюх, Игорь Викторович          | спецназ ГРУ          | 28 декабря 1967 — 1 января 1995   | Витебск, Белорусская ССР                                             | Грозный, Чечня               |        |
| 20 |      | Лемеш, Вадим Вячеславович        | Пехота и мотострелки | 24 августа 1997 — 6 августа 2022  | Новосибирск,                                                         | Украина                      |        |
| 21 |      | Леонов, Иван Антонович           | авиация              | 1 февраля 1923 — 21 июня 2018     | д. Маговка, Орловская область, РСФСР                                 | Тула, Российская Федерация   | [ 7 ]  |
| 22 |      | Лиджиев, Мингиян Владимирович    | Десантные войска     | 8 января 1991 — 2 сентября 2022   | Лагань, Калмыцкая ССР, РСФСР                                         | Украина                      |        |
| 23 |      | Ликонцев, Олег Валерьевич        |                      | род. 23 октября 1972              | Канск, Красноярский край, РСФСР                                      |                              |        |
| 24 |      | Липовой, Сергей Анатольевич      | авиация              | род. 15 января 1960               | пос. Садовое, Ростовская область, РСФСР                              |                              |        |
| 25 |      | Лисицкий, Дмитрий Михайлович     | Десантные войска     | 27 ноября 1974 — 26 марта 2023    | с. Бурлацкое, Ставропольский край, РСФСР                             | Ставрополь                   |        |
| 26 |      | Литвинов, Дмитрий Сергеевич      | авиация              | род. 16 мая 1979                  |                                                                      |                              |        |
| 27 |      | Лобас, Леонид Дмитриевич         | Гражданская авиация  | род. 25 ноября 1948               | Дружковка, Донецкая область, Украинская ССР                          |                              | [ 8 ]  |
| 28 |      | Лобов, Юрий Владимирович         | ВВ МВД               | 26 сентября 1972 — 4 октября 1993 | Омск, РСФСР                                                          | Москва, Российская Федерация | [ 9 ]  |
| 29 |      | Лобунец, Олег Игоревич           | Десантные войска     | род. 3 января 1973                | пгт Чуднов, Житомирская область, Украинская ССР                      |                              |        |
| 30 |      | Логиновский, Владимир Аркадьевич | авиация              | род. 28 февраля 1960              | д. Бакшеев Дор, Вологодская область, РСФСР                           |                              | [ 10 ] |
| 31 |      | Лончаков, Юрий Валентинович      | Лётчик-космонавт     | род. 4 марта 1965                 | Балхаш, Карагандинская область, Казахская ССР                        |                              | [ 11 ] |
| 32 |      | Лорсанов, Сайпуддин Шарпудинович | МВД                  | 13 сентября 1973 — 7 июля 2007    | с. Шаами-Юрт, Ачхой-Мартановский район, Чечено-Ингушская АССР, РСФСР | Грозный, Чечня               |        |
| 33 |      | Лукин, Михаил Фёдорович          | Генералитет          | 6 (18) ноября 1892 — 25 мая 1970  | д. Полухтино, Тверская губерния, Российская империя                  | Москва, РСФСР                | [ 12 ] |
| 34 |      | Луценко, Александр Алексеевич    | Бронетанковые войска | 6 февраля 1977 — 5 марта 2000     | Белогорск, Амурская область, РСФСР                                   | Комсомольское, Чечня         |        |
| 35 |      | Лысюк, Сергей Иванович           | ВВ МВД               | род. 25 июля 1954                 | Борзя, Читинская область, РСФСР                                      |                              | [ 9 ]  |
| 36 |      | Лячин, Геннадий Петрович         | ВМФ                  | 1 января 1955 — 12 августа 2000   | совхоз «Сарпинский», Сталинградская область, РСФСР                   | Баренцево море               | [ 13 ] |